# Wyższa Szkoła Teologiczno-Społeczna w Warszawie
Wyższa Szkoła Teologiczno-Społeczna w Warszawie (WSTS) – wyznaniowa szkoła wyższa Kościoła Zielonoświątkowego w RP kształcąca studentów w zakresie teologii i uprawniona do nadawania tytułu zawodowego licencjata teologii. Założona w 1968 w ramach Zjednoczonego Kościoła Ewangelicznego jako Szkoła Biblijna, później przemianowana na Warszawskie Seminarium Teologiczne. Od października 2012 posiada obecną nazwę.

## Profil działania
WSTS jest zielonoświątkową wyższą szkołą teologiczną typu zawodowego o charakterze kolegium biblijnego. Jako główny cel stawia sobie kształcenie intelektu i chrześcijańskiego charakteru studentów, by służyli Bogu, Kościołowi i światu, jako pracownicy duchowni i świeccy. Szkoła jest otwarta dla wszystkich społeczności ewangeliczno-wolnokościelnych. Jej celem jest utrwalenie i pogłębienie osobistej i społecznej więzi z Bogiem poprzez studium Słowa Bożego i modlitwę oraz udział w nabożeństwach. Proces kształcenia obejmuje następujące dziedziny: biblistyka, teologia systematyczna, teologia praktyczna, teologia historyczna. Kształcić się można w następujących specjalizacjach: 
- Chrześcijańskie Przywództwo (niegdyś Instytut Pastoralny)
- Instytut Chrześcijańskiej Służby Muzycznej
- Poradnictwo Chrześcijańskie i Profilaktyka Społeczna
- Pedagogika Religii
- Chrześcijańskie Media i Komunikacja Społeczna
- Misja i Rozwój Kościoła

W kampusie uczelni odbywają się synody Kościoła Zielonoświątkowego. Organizowane są konferencje dla pastorów, liderów, etc. 16 lutego 2013 zorganizowano konferencję na temat „Służba uwolnienia”, której celem było wypracowanie stanowiska odnośnie do demonologii. Jednym z mówców był Jacek Heidenreich (pastor ze Słupska), Janusz Lindner (pastor z Krotoszyna), Michał Hydzik.

## Biblioteka
Systematyczne gromadzenie księgozbioru rozpoczęło się w 1972 roku. Biblioteka miała służyć przede wszystkim studentom i wykładowcom. W latach 70. i na początku lat 80. biblioteką opiekowała się Jadwiga Brandys. Biblioteka mieściła się wtedy przy ul. Zagórnej 10. Od lat 90. biblioteką opiekuje się Bogusława Ziemba. W roku 2009 biblioteka liczyła ponad 10 000 woluminów. 

## Historia
Korzenie WSTS znajdują się w formach kształcenia realizowanych w Zjednoczonym Kościele Ewangelicznym (ZKE). W 1948 w tym związku wyznaniowym powstała pierwsza szkoła biblijna z siedzibą przy ul. Poznańskiej 13. Kierownikiem był Józef Mrózek jr., odbyły się dwa kursy stacjonarne. Aresztowania duchownych ZKE w 1950 przerwały funkcjonowanie szkoły, władze przejęły też lokal przy ul. Poznańskiej. Przez następne dwa dziesięciolecia szkoła nie działała ze względu na utrudnienia ze strony władz, brak warunków lokalowych, niewielkie zainteresowanie ze strony ówczesnych władz Kościoła. Odbywały się co najwyżej kilkudniowe kursy biblijne dla pastorów i kaznodziejów. Od 4 marca do 31 marca 1968 odbył się 4-tygodniowy kurs. Kierownikiem był Edward Czajko. Wznowienie działalności nastąpiło w 1972. Na kierownika powołano Mieczysława Kwietnia. W 1986 przekształcono Szkołę Biblijną w Seminarium Teologiczne i rozpoczęto organizowanie naboru rokrocznie. W 1982 dyrektorem szkoły został Włodzimierz Rudnicki (od 1997 roku rektor). W 2005 roku rektorem został Piotr Nowak, ze względu na wprowadzenie kadencyjności tej funkcji. W 2024 roku rektorem została Ewa Wasilewska-Kamińska. 

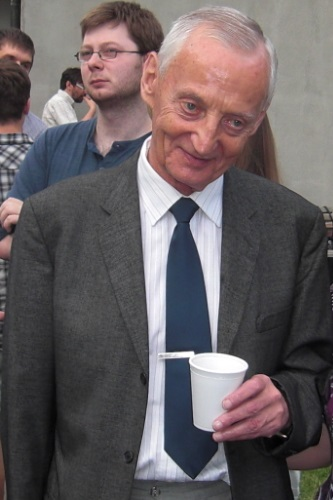
Mieczysław Kwiecień, wieloletni wykładowca

Od 1989 roku seminarium ma nową siedzibę przy ul. Wybornej 20 i zaczęło kształcenie w trybie trzyletnim. 
W 1988 roku nastąpił rozpad ZKE. Seminarium Teologiczne ZKE w Warszawie przeszło pod zarząd Kościoła Zielonoświątkowego. W 1997 na mocy ustawy regulującej stosunek państwa do Kościoła Zielonoświątkowego w RP uczelnia została uznana za wyższą szkołę teologiczną typu zawodowego, z prawem nadawania tytułu licencjata teologii. W 2002 zaczęto przyjmować studentów innych uczelni na studia podyplomowe. W marcu 2004 rozpoczęła się rozbudowa bazy dydaktycznej i bazy noclegowej oraz budowa sali wielofunkcyjnej (kaplica, sala konferencyjna). Otwarcie nowej kaplicy i nowych pomieszczeń wykładowych nastąpiło w październiku 2009. Na koniec 2009 studiowało 128 studentów w systemie stacjonarnym i zaocznym.

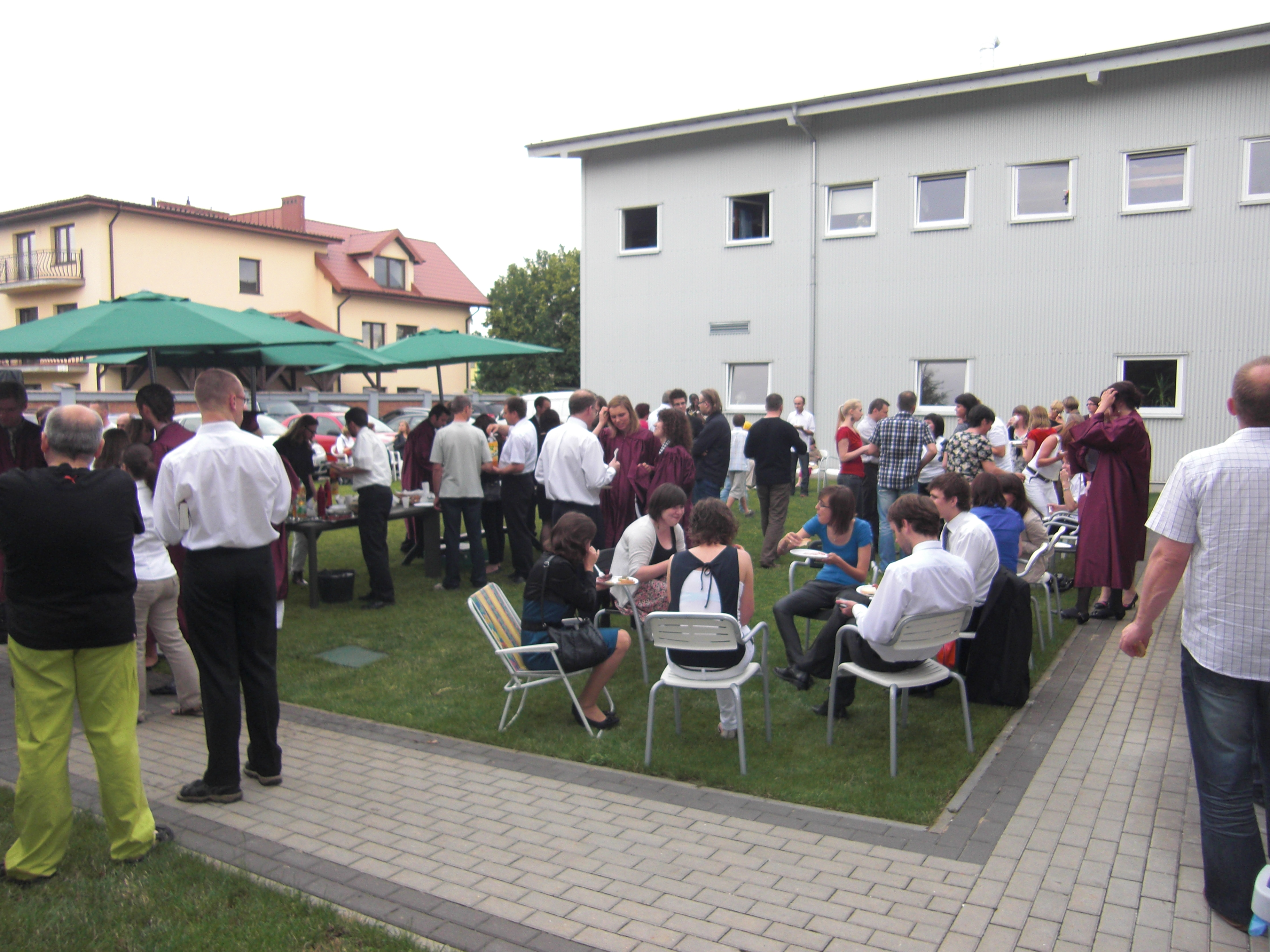
Zakończenie roku akademickiego 2011

Po 2000 roku uczelnia przeżywała kryzys swej działalności, zmniejszała się liczba studentów, w zborach wzrastały krytyczne oceny wobec duchowości absolwentów. W związku z tym 23 lutego 2005 roku Naczelna Rada Kościoła Zielonoświątkowego podjęła decyzję o odwołaniu dotychczasowego rektora Włodzimierza Rudnickiego i powołaniu Piotra Nowaka. Wprowadzono też kadencyjność urzędu rektora. Innym powodem ingerencji ze strony NRK była chęć odzyskania wpływu na uniezależniającą się uczelnię, wpływ na sposób kształcenia kadr.
W latach 2007–2011 systematycznie spadał procentowy udział mężczyzn w gronie studentów WSTS. Na studia podyplomowe z coachingu i mentoringu w 2014 roku zgłosiły się wyłącznie kobiety. Średnio w latach 2007-2014 kobiety stanowiły 44% liczby studentów. Kobiety częściej kontynuują studia. W latach 2007–2014 tylko 9% z nich zrezygnowało, podczas gdy w grupie mężczyzn było ich aż 22%.
W chwili obecnej w WSTS kształci się ponad 100 studentów. Liczba studentów dziennych waha się zwykle od 10 do 25, zaocznych jest zwykle około 100. W historii uczelni było kilku studentów obcokrajowców z takich krajów jak Szwecja, Niemcy, Słowacja, a także z krajów afrykańskich. Ponad 50% studentów pochodzi z Kościoła Zielonoświątkowego (ponadto z Kościoła Chrystusowego w RP, Kościoła Bożego w Chrystusie, Kościoła Bożego i innych ewangelikalnych).
W październiku 2012 roku uczelnia zmieniła nazwę na: Wyższa Szkoła Teologiczno-Społeczna.

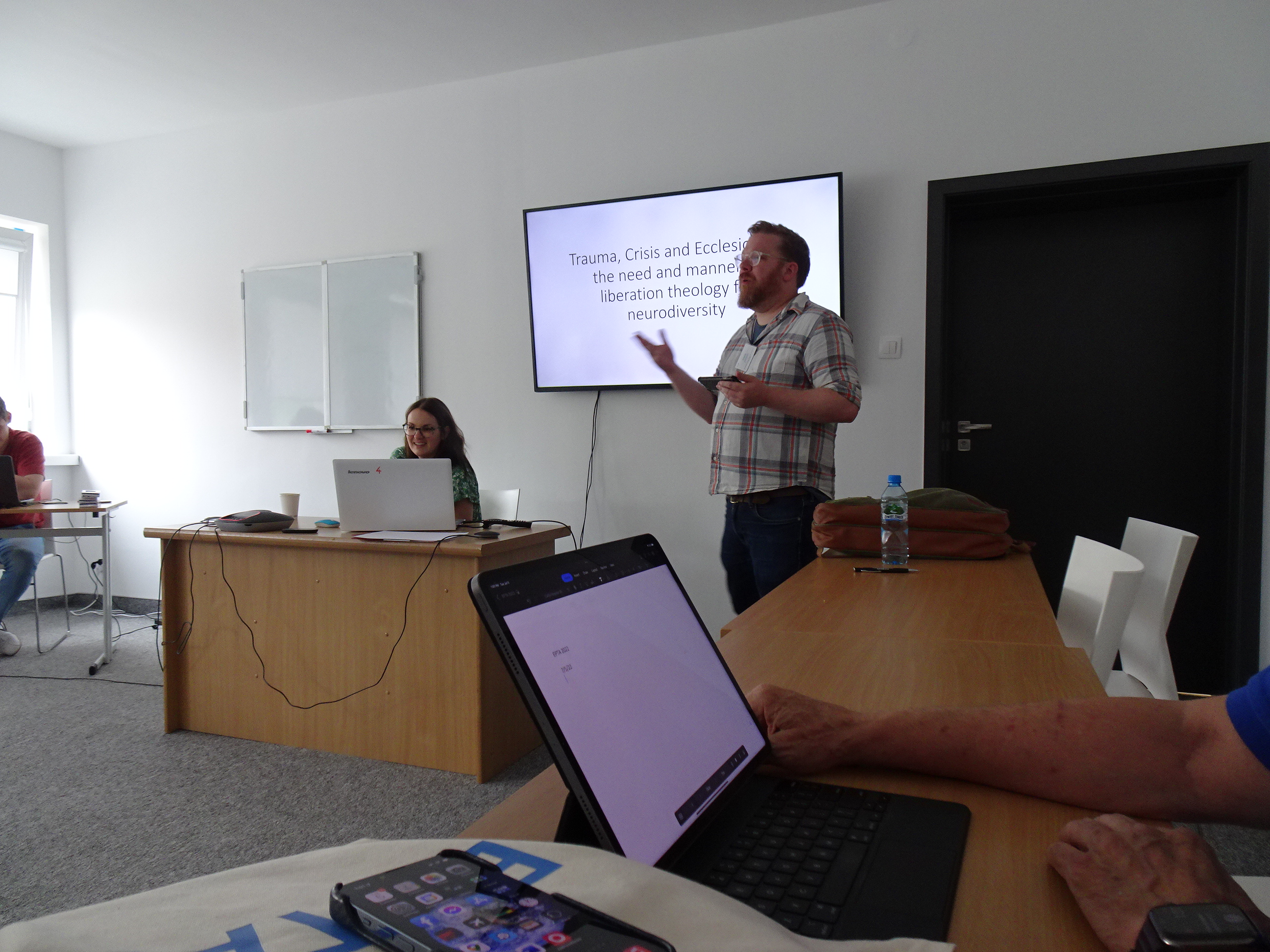
Konferencja „Mainstream and Extremes” 2022.

Szkoła była współorganizatorem mającej miejsce 20 października 2016 roku konferencji naukowej Polskiego Forum Chrześcijańskiego pt. „Jeden Duch, różne dary, wspólne dobro”. Patronat naukowy nad konferencją pełniły obok WSTS m.in. Polska Akademia Nauk, Chrześcijańska Akademia Teologiczna w Warszawie, Uniwersytet Kardynała Stefana Wyszyńskiego w Warszawie i Wyższe Baptystyczne Seminarium Teologiczne w Warszawie. 
4-6 lipca 2022 roku European Pentecostal Theological Association (Europejskie Pentekostalne Stowarzyszenie Teologiczne), zorganizowało w Warszawie konferencję „Mainstream and Extremes”. Gospodarzem było WSTS. 

## Wykładowcy (lista niepełna)
Dawni
- prezbiter Edward Czajko
- Michał Czajkowski
- prezbiter Mieczysław Kwiecień
- Józef Mrózek senior
- Józef Mrózek junior
- prezbiter Włodzimierz Rudnicki
- dr hab. Michał Kasiński prof. UŁ
- dr Elżbieta Bednarz

Aktualni
- Paweł Biedziak

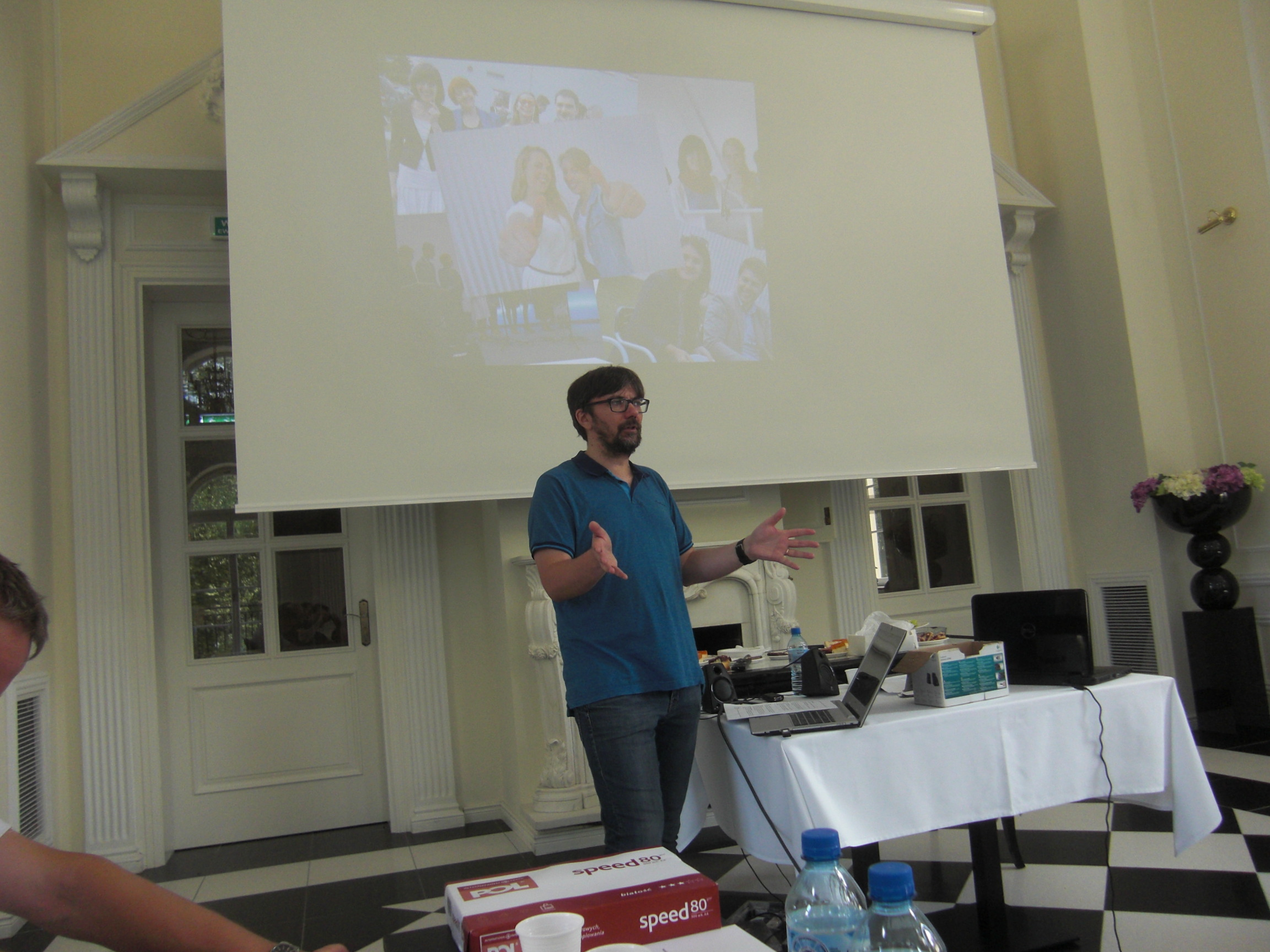
T. Józefowicz, Spotkanie kadry WSTS, 2016

- dr hab. Wojciech Gajewski prof. UG
- dr Leszek Jańczuk
- dr Tomasz Józefowicz
- dr hab. Andrzej Piotr Kluczyński prof. ChAT
- dr hab. Jan Mironczuk, prof. WSTS
- dr Piotr Nowak
- dr Ewa Wasilewska-Kamińska

## Absolwenci
Wśród absolwentów WSTS są pastorzy, liderzy, osoby zaangażowane w pracę kościelną. Wśród nich wyróżniają się następujące osoby:
- Dorota Sikora – służba muzyczna, konferencje
- Arkadiusz Kuczyński – pastor zboru stołecznego
- Krzysztof Zaręba – pastor i duszpasterz
- Bartek Tomczyński – ewangelista, działacz społeczny, pracuje wśród osób uzależnionych
- Tomasz Ropiejko – pastor zboru w Gdańsku, członek NRK
- Michał Włodarczyk – pastor zboru w Bydgoszczy, doktor nauk humanistycznych, zajmuje się socjologią rynku
- Wojciech Wysopal – kaznodzieja, mówca konferencyjny, ewangelista, działacz społeczny

## Inne kluczowe osoby związane z uczelnią
- Kazimierz Sosulski